# سیریل ریچارد
سیریل ریچارد (انگلیسی: Cyril Ritchard; ۱ دسامبر ۱۸۹۸ – ۱۸ دسامبر ۱۹۷۷) بازیگر تئاتر، تلویزیون و سینما اهل استرالیا بود. وی بین سال‌های ۱۹۱۸ تا ۱۹۷۷ میلادی فعالیت می‌کرد.
از فیلم‌ها یا برنامه‌های تلویزیونی که وی در آن نقش داشته است می‌توان به پیکدیلی، باجگیری اشاره کرد.